# Warnice (powiat myśliborski)
Warnice (do 1945 niem. Warnitz) – wieś w Polsce położona w województwie zachodniopomorskim, w powiecie myśliborskim, w gminie Dębno. Według danych z 2015 miejscowość liczyła 339 mieszkańców.
Częściowo zachowany kształt owalnicy.

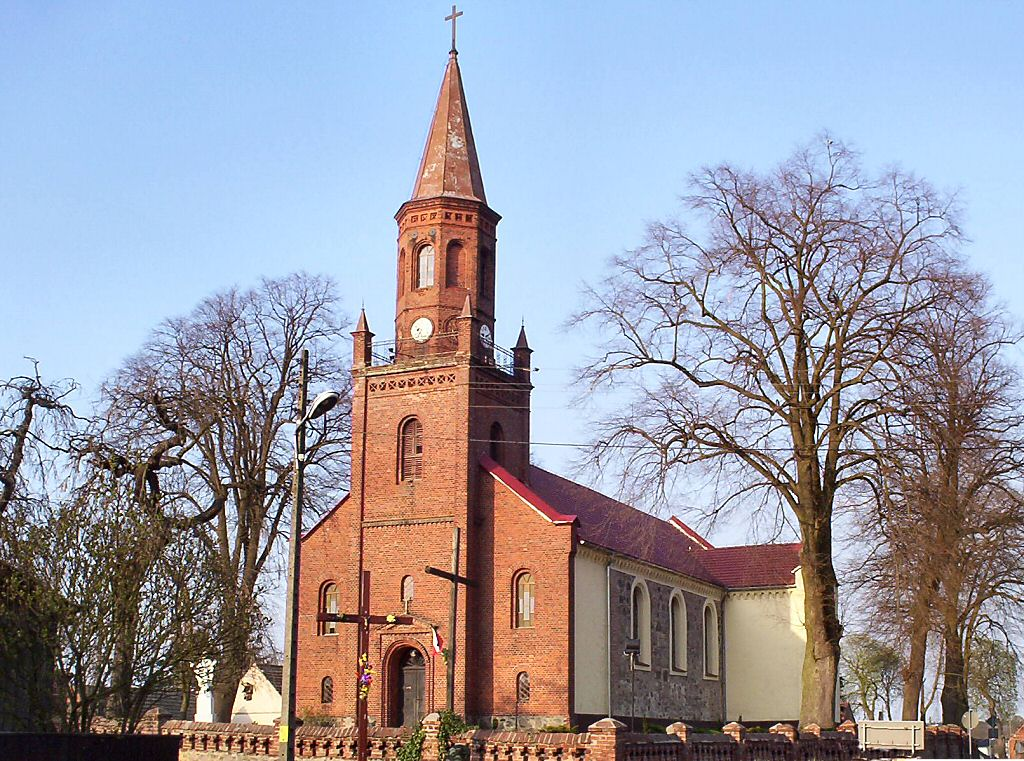
Kościół pw. św. Józefa Oblubieńca NMP

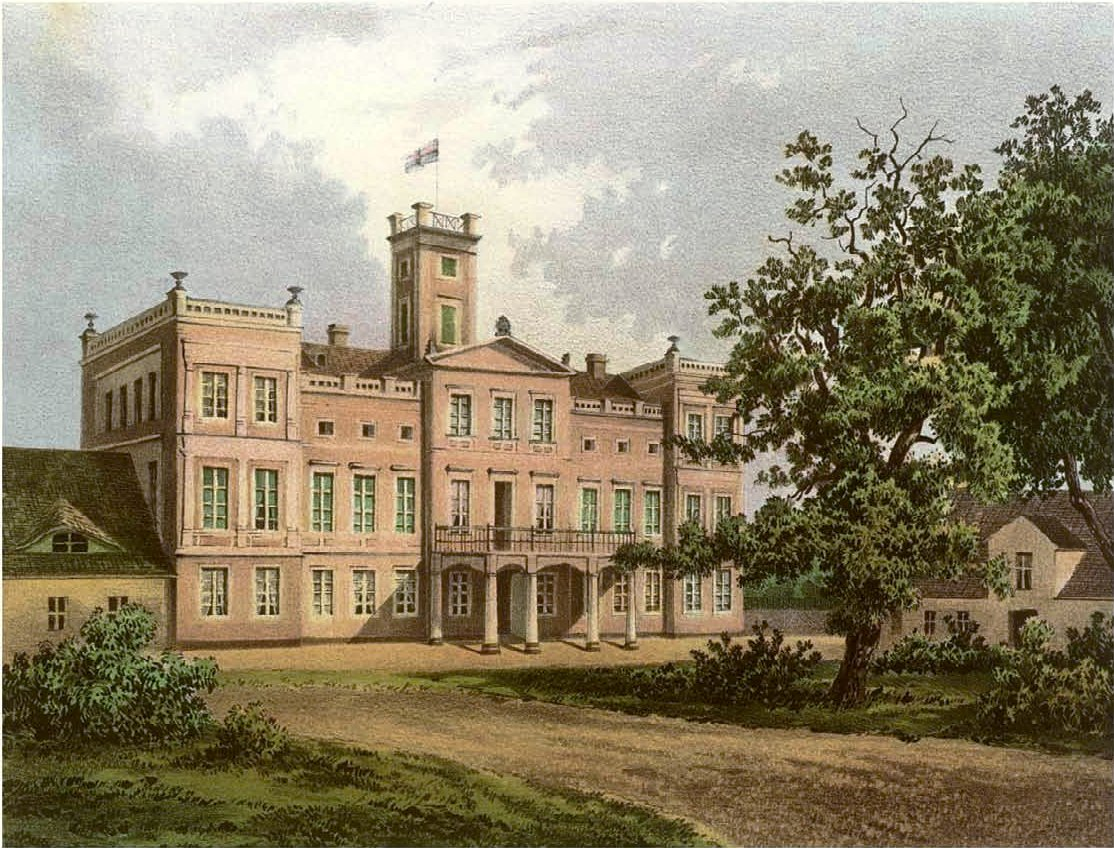
Pałac na litografii Aleksandra Dunckera, 2 poł. XIX w.

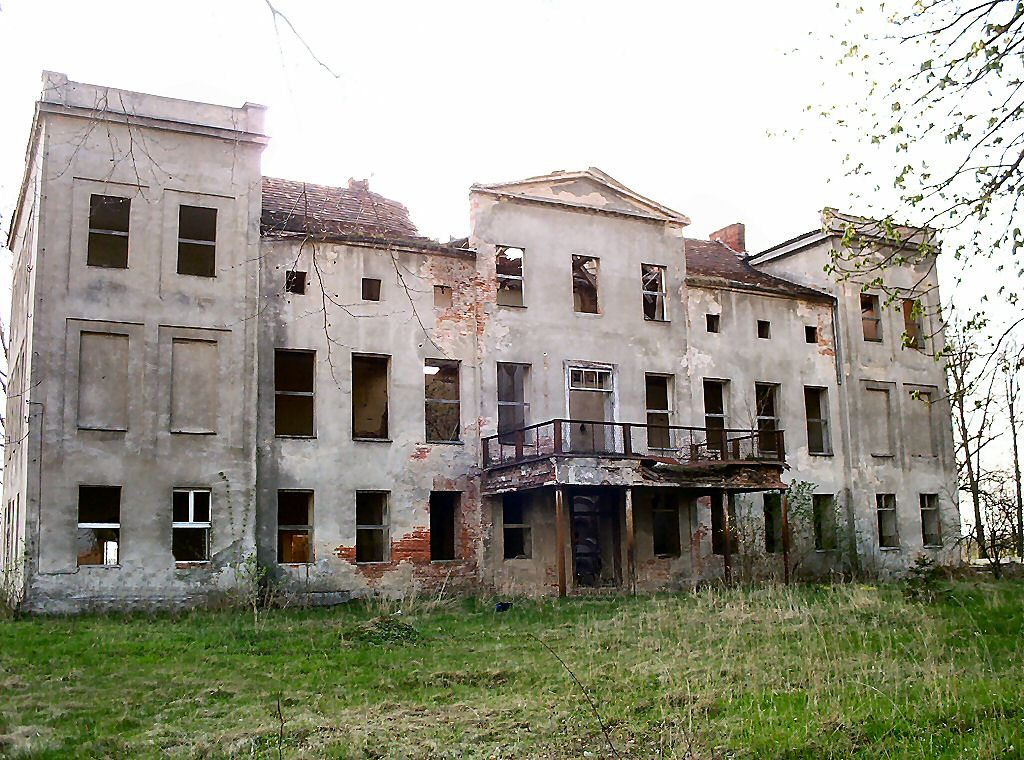
Pałac – stan współczesny (2005)

## Historia
- VIII-poł. X w. – w widłach Odry i dolnej Warty znajduje się odrębna jednostka terytorialna typu plemiennego, prawdopodobnie powiązana z plemieniem Lubuszan. Na północy od osadnictwa grupy cedyńskiej oddzielały ją puszcze mosińska (merica Massen) i smolnicka (merica Smolnitz). Mieszkańcy zajmowali się gospodarką rolniczo-hodowlaną.
- Poł. X w. – na terenie dzisiejszych Warnic istnieje osada; znaleziska archeologiczne obejmują monetę niemiecką cesarza Ottona I (zm. 973), monety z około 1025, odważniki do wagi, liczne fragmenty naczyń, kilkadziesiąt przęślików glinianych i kamiennych, noże, szydła, ostrogi; materiał zoologiczny reprezentują kości zwierząt hodowlanych (świnia domowa, krowa, koń) oraz dzikich (około 300 rogów sarnich, 80 jelenich, kości lisa)
- 960–972 – książę Mieszko I opanowuje tereny nadodrzańskie, obejmujące obręb późniejszej kasztelani cedyńskiej, ziemię kiniecką i kostrzyńską
- 1005 (lub 1007) – Polska traci zwierzchność nad Pomorzem, w tym również nad terytorium w widłach Odry i dolnej Warty
- 1112-1116 – w wyniku wyprawy Bolesława Krzywoustego, Pomorze Zachodnie uznaje zwierzchność lenną Polski
- Pocz. XIII w. – obszar na północ od linii Noteci-dolnej Warty i zachód od Gwdy w dorzeczu Myśli, Drawy, środkowej Iny, stanowi część składową księstwa pomorskiego; w niewyjaśnionych okolicznościach zostaje przejęty przez księcia wielkopolskiego Władysława Laskonogiego, a następnie jego bratanka, Władysława Odonica
- 1250 – margrabiowie brandenburscy z dynastii Askańczyków rozpoczynają ekspansję na wschód od Odry; z zajmowanych kolejno obszarów powstaje następnie Nowa Marchia
- 4.11.1306 – margrabiowie Otto IV i Waldemar sprzedają miastu Moryń za 16 tysięcy talarów pięć jezior – Morzycko (Morin), Witnickie (Vithenitz), Narost (Narthusen), Gusthus (Objezierze?) i Warnickie (Warnitz); z tytułu połowów miasto musiało płacić roczny czynsz w wysokości czterech grzywien denarów brandenburskich[4]
- 1320-1323 – po wygaśnięciu dynastii askańskiej, Nowa Marchia przejściowo przechodzi we władanie książąt pomorskich
- 1 poł. XIV w. – zbudowano granitowy kościół halowy, bez chóru i wieży
- 1335 – margrabia brandenburski Ludwik V Starszy nadaje kolegiacie w Myśliborzu ze względu na jej ubóstwo (egestas et inopia) patronat nad kościołami w Lipianach, Strzelcach Krajeńskich, Dobiegniewie i Warnicach (Warniz)[5]. Na uposażenie kościoła były przeznaczone 4 łany gruntów.
- 1337 – wzmianka w księdze ziemskiej margrabiego brandenburskiego Ludwika Starszego pod nazwą Warnitz, w ziemi trzcińskiej: Warnitz LXXIIII, dos IIII, diederick Schoker pro seruicio IX mansos, Knychte pro seruicio VIII, weselinck de Brens pro seruicio XI, Suz pro seruicio XI, wichseler pro seruicio VI mansos, pactus XV solidos[6] – wieś liczy 74 łany, wolne od ciężarów podatkowych są 4 łany parafialne (dos), lennikami zobowiązanymi do służby konnej są Diderick Schoker posiadający 9 łanów (mansos), Knychte z 8 łanami, Weselinck de Brens (Brend) z 11 łanami, Suz z 11 łanami i Wichseler z 6 łanami, pakt (pactus) płacony rycerstwu przez chłopów wynosi 15 szylingów (solidos). Dochód margrabiego z tytułu korzystania przez mieszkańców z okolicznych lasów (Merica Smolnitz – puszcza smolnicka) do np. wypasania świń czy bydła, wynosi 3.5 korców owsa[7]
- 21.06.1353 – margrabia Ludwik Rzymski nadaje trzem braciom von Wedel puszczę smolnicką (heyde de Smolnitze) zamiast opieki nad miastem Chojna, do której byli zobowiązani nadaniem margrabiego Ludwika Starszego[8]
- 1398 – wzmianka, że posiadaczem wsi jest Ulrich von der Ost, właściciel Drezdenka; w rękach rodziny von der Osten Warnice pozostają do 1945
- 1402-1454/55 – ziemie Nowej Marchii pod rządami zakonu krzyżackiego
- 7.09.1408 – Ulryk von der Osten sprzedaje zakonowi krzyżackiemu za 7750 kop groszy (tj. 19 375 guldenów) zamek i miasto Drezdenko, wieś Stare Kurowo i podór bedy w Ogardach; w zamian zachowuje Golenice z wioskami Warnice, Rów i Golczew
- Około 1408 – Ostenowie nabywają dwie karczmy w Warnicach
- 1433 – podczas wojny polsko-krzyżackiej, okoliczne tereny zostają zdobyte i splądrowane przez Husytów
- 1443 – Arnd von der Osten nabywa całą wieś Warnice; dokument transakcji był przechowywany do 1945 w muzeum miasta Chojny
- 15.01.1465 – elektor Fryderyk II Żelazny potwierdza żonie Dionizego von der Osten, Pelagii, dożywocie w postaci dworu i miasteczka Golenice z wsiami Kierzków, Golczew, Warnice, częścią Rowu, Smolnicką Puszczą, młynem Smoliniec Mały, z dochodami w rybach, mięsie, zbożu po mężu na wypadek jego zgonu[9]
- 16.03.1472 – bracia Dionizy i Wedegon von der Osten otrzymują od elektora potwierdzenie posiadania dziedzicznych lenn, m.in. wsi Warnice[10]
- 21.11.1517 – list lenny elektora Joachima stwierdza, że Claus, Melchior i Hans von der Marwitz ze Smolnicy, Zachariasz i Kaspar z Marwic, Piotr z Grzymiradza i Otto ze Stanowic posiadają do wspólnej ręki m.in. Zielin, połowę opuszczonych pól Babina, jezioro Warnice na warnickim polu (wernitz), młyn Wielki Smoliniec z obydwoma jeziorami, staw Kuckuck z miejscem młyna, rzekę Smolnicę od młyna Smoliniec Mały po las Dębna, Smolnicę oraz Grzymiradz (Nowy) Santok z połową miasteczka, Marwice, połowę Tarnowa, ¾ Jenina, ¾ Stanowic[11]
- 1535-1571 – za rządów Jana kostrzyńskiego Nowa Marchia staje się niezależnym państwem w ramach Świętego Cesarstwa Rzymskiego

| Niemiecka nazwa                        | Obiekt           | Położenie            | Polska nazwa                  |
| -------------------------------------- | ---------------- | -------------------- | ----------------------------- |
| Babin                                  | folwark          | 4 km na płn.-zach.   | Babin                         |
| Schmollnitzer (Warnitzer) Kleine Mühle | młyn wodny       | 3 km na płd.-zach.   | Smoliniec Mały [nie istnieje] |
| Hammelstall (Staarenort)               | folwark          | 3 km na płd.-zach.   | [nie istnieje]                |
| Ferdinandsfelde (Warnitzer Ziegeley)   | folwark          | 1,7 km na płn.-zach. | Ferdyszów [nie istnieje]      |
| Warnitzer Seehaus                      | dom nad jeziorem |                      | [nie istnieje]                |

- 1538 – margrabia Jan kostrzyński oficjalnie wprowadza na terenie Nowej Marchii luteranizm jako religię obowiązującą
- 1600-1650 – zbudowano pierwszy pałac
- 1687 – na ospę zmarła spora część mieszkańców wsi
- 1701 – powstanie Królestwa Prus
- XI. 1702 – część Warnic strawił pożar, w tym spaliła się karczma
- 1815-1818 – reformy administracyjne Prus zmieniają strukturę Nowej Marchii; wieś należy do powiatu Chojna, w rejencji frankfurckiej, w prowincji brandenburskiej
- 1816 – obowiązek uwłaszczenia chłopów w Prusach ograniczono do gospodarstw sprzężajnych, tj. posiadających co najmniej dwa zwierzęta pociągowe (konie lub woły)
- Ok. poł. XIX w. – Julius von Osten zbudował pałac w stylu neoklasycystycznym
- 1850 – uwłaszczenie chłopów w Prusach rozszerzono na wszystkie gospodarstwa chłopskie, aczkolwiek do tego czasu wielu chłopów zostało przez panów usuniętych z ziemi lub zbankrutowało
- 1858 – przebudowa kościoła; dobudowano prezbiterium i wieżę oraz kamienno-ceglany mur wokół przykościelnego cmentarza
- 1871-1918 – Nowa Marchia w ramach zjednoczonego Cesarstwa Niemieckiego
- 1901-1915 – Oskar von der Osten (3.06.1862-5.10.1944), właściciel Warnic, jest starostą (naczelnikiem; niem. Landrat) powiatu chojeńskiego
- 03.02.1945 – zajęcie przez wojska 5 Armii 1 Frontu Białoruskiego; część mieszkańców wsi została wywieziona na roboty przymusowe do ZSRR (w tym wnuczki ostatniego von Ostena – Izabela i Anna Maria); folwarki Babin i Ferdinandsfelde spalone, a pałac obrabowany i zdewastowany
- 1945-1949 – osadnictwo ludności z byłych terenów wschodnich II Rzeczypospolitej (głównie z ziemi stanisławowskiej, tarnopolskiej i wołyńskiej) oraz z południowych i centralnych rejonów Polski
- 07.01.1958 – w budynku pałacu ulokowana zostaje szkoła podstawowa
- 06.12.1963 – erygowanie parafii pw. św. Józefa Oblubieńca NMP
- 1983 – likwidacja szkoły podstawowej

| Imię i nazwisko                                                      | Lata      |
| -------------------------------------------------------------------- | --------- |
| Diderick Schoker, Knychte Weselinck de Brens (Brend), Suz, Wichseler | 1337      |
| Ulrich von der Ost                                                   | 1398-?    |
| Arnd von der Ost                                                     | ?-1454    |
| Dinnies von der Osten                                                | 1454-1478 |
| Ewald von der Osten                                                  | 1478-1533 |
| Dinnies von der Osten                                                | 1534-1560 |
| Alexander Christoph von der Osten                                    | 1562-1614 |
| Alexander Christoph Dinnies von der Osten                            | 1614-1631 |
| Heinrich Adam von der Osten                                          | 1631-1683 |
| Christoph Heinrich von der Osten                                     | 1683-1718 |
| Heinrich Balthasar von der Osten                                     | 1718-1741 |
| Friedrich August von der Osten                                       | 1741-1776 |
| Hans Georg Ferdinand von der Osten                                   | 1776-1807 |
| Julius Friedrich Wilhelm Helmut von der Osten                        | 1805-1863 |
| Oskar Alexander Julius von der Osten                                 | 1863-1866 |
| Oskar Aleksander Julius Karl von der Osten                           | 1866-1944 |

### Nazwa
Nazwa miejscowości może pochodzić od:
- słowiańskiego „warniza” – warzelnia; wieś leży na terenie dawnej puszczy smolnickiej (merica Smolnitz), wymienionej w księdze ziemskiej margrabiego brandenburskiego Ludwika Starszego w 1337, przy czym nazwę Smolnitz, Schmolnitz wywodzić można od słowiańskiej „smolnice”, czyli „miejsca, gdzie wytapiano smołę” – smolarni[12]; wypalanie drzewa i produkcja smoły prowadzone były w Warnicach do połowy XIX w.
- nazwy osobowej Varna – wrona[13]

Nazwa na przestrzeni wieków: (stagnum) Warnitz 1306; Warniz 1335; Warnitze 1499; Wernitz 1517; Warnitz do 1945

## Ludność
Liczba ludności w ostatnich 3 wiekach (wieś i majątek):

## Edukacja
Uczniowie uczęszczają do szkoły podstawowej oraz gimnazjum w Smolnicy.

## Organizacje i instytucje
- Sołectwo Warnice – ogół mieszkańców wsi Warnice stanowi Samorząd Mieszkańców Sołectwa
- Ludowy Zespół Pieśni i Tańca „Warniczanie”
- Ochotnicza straż pożarna
- Filia Niepublicznego Zakładu Opieki Zdrowotnej „Lekarzy Rodzinnych” w Dębnie
- Filia Biblioteki Publicznej Miasta i Gminy w Dębnie

## Gospodarka
Warnice są typową wsią rolniczą. Użytki rolne zajmują ok. 500 ha, z czego pod zasiewami jest około 380 ha. Przeważają gleby kl. IIIa i IIIb – 320 ha.

## Atrakcje turystyczne

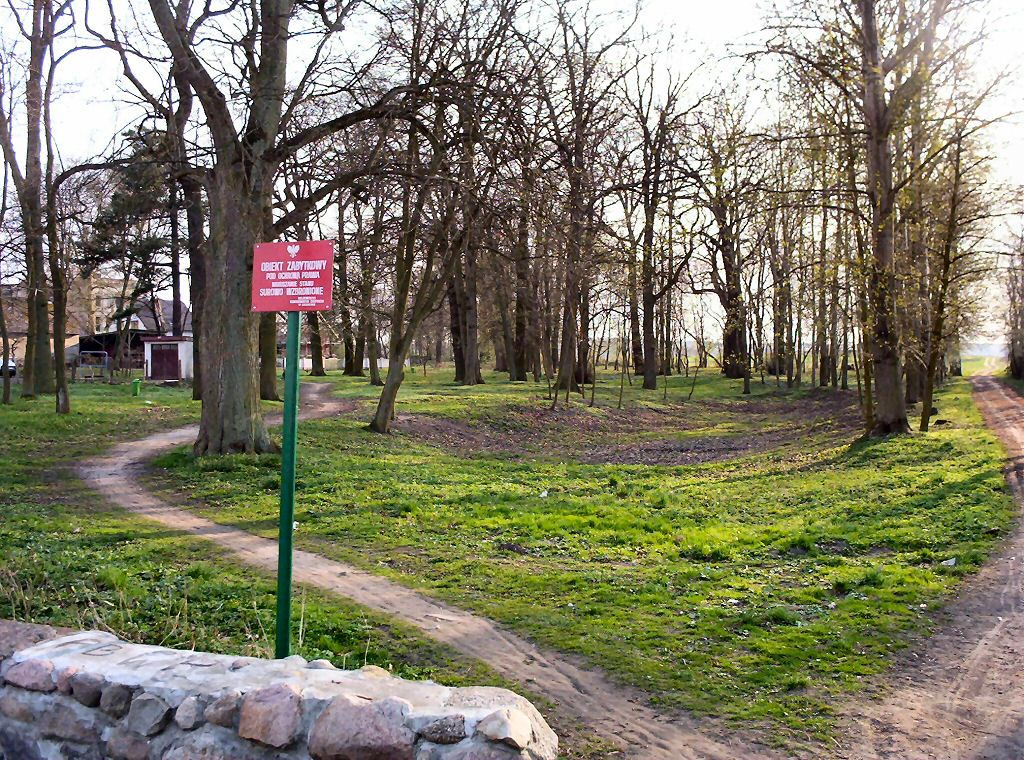
Park

- Kościół pw. św. Józefa Oblubieńca NMP
- Ruina pałacu – zbudowany ok. poł. XIX w. przez Juliusa von Osten w stylu neoklasycystycznym, murowany z cegły, 2-kondygnacyjny, rozbudowany o ryzality boczne i środkowy. W latach 1958–1983 siedziba szkoły podstawowej, następnie opuszczony.
- Park krajobrazowy – pow. 3,2 ha; powstał w XVIII w. w płn-zach. części zespołu folwarcznego. Na małej polance dąb o obwodzie 550 cm. Obecnie powierzchnia parku została rozparcelowana na kilkanaście działek pomiędzy poszczególne placówki oraz grunty prywatne. Na terenie parku po płn. stronie pałacu powstała zabudowa jednorodzinna. Układ dróg parkowych w większości uległ zatarciu; polana oraz zadrzewiony gazon przed pałacem zachowane.
- Czworak – zbudowany w 2 połowie XIX w., z podcieniem półokrągłym; znajduje się na zachodnim krańcu wsi.
- Przez Warnice przebiegają szlaki turystyczne:  „Historii i zabytków”,  „Rezerwatów i pomników przyrody”

## Okolice
- Jezioro Promień